# Gare de Cambron-Casteau
Ne doit pas être confondu avec Gare de Cambron - Laviers.
La gare de Cambron-Casteau est une gare ferroviaire belge de la ligne 90, de Denderleeuw à Jurbise, située à Cambron-Casteau section de la commune Brugelette dans la province de Hainaut en région wallonne.
Elle est mise en service en 1894. C'est une halte ferroviaire de la Société nationale des chemins de fer belges (SNCB) desservie par des trains Omnibus (L) et d'Heure de pointe (P).

## Situation ferroviaire
Établie à 60 mètres d'altitude, la gare de Cambron-Casteau est située au point kilométrique (PK) 7,300 de la ligne 90, de Denderleeuw à Jurbise, entre les gares de Brugelette et de Lens.

## Histoire
La station de Cambron-Casteau est mise en service, le 1er juillet 1894 par l’Administration des chemins de fer de l'État belge.
Un bâtiment de gare de plan type 1893 a été bâti à Cambron-Casteau ; adjugé en avril 1912 en même temps que celui, identique, d'Obigies et ceux de Pipaix et Meslin-l'Évêque à la disposition inversée. Il a depuis été désaffecté et démoli. Seule subsiste une maison de garde-barrière, reconvertie en habitation particulière. 

## Service des voyageurs

### Accueil
Halte SNCB, c'est un point d'arrêt non géré (PANG) à accès libre.
Cette halte est située à proximité du parc Pairi Daiza (anciennement Paradisio).

### Desserte
Cambron-Casteau est desservie par des trains Omnibus (L), Touristiques (ICT) et d’Heure de pointe (P) de la SNCB, qui effectuent des missions sur la ligne commerciale 90, (voir brochure SNCB en lien externe).

#### Semaine
La desserte est constituée de trains L reliant toutes les heures Grammont à Mouscron via Ath.
Quelques trains supplémentaires (P) se rajoutent en heure de pointe :
- un train P, dans chaque sens, entre Ath et Mons (le matin) ;
- un unique train P d'Ath à Jurbise (le mercredi midi) ;
- deux trains P d'Ath à Tournai, via Mons (l’après-midi) ;
- un train P de Mons à Grammont (l’après-midi) ;
- un train P de Mons à Ath (l’après-midi).

#### Week-ends et vacances
Les samedis, dimanches et jours fériés, la desserte se résume aux trains L qui circulent de Grammont à Mons et continuent ensuite vers Quévy.
Durant les vacances, trois aller-retours de trains ICT reliant Schaerbeek à Cambron-Casteau le matin et Cambron-Casteau à Schaerbeek l'après-midi renforcent durant les weekends la desserte vers le parc Pairi Daiza.

### Intermodalité
Un parc pour les vélos y est aménagé.

## Comptage voyageurs
Ce graphique et tableau montre le nombre de voyageurs embarquant en moyenne durant la semaine, le samedi et le dimanche.
| Nombre de passagers qui embarquent à la gare de Cambron-Casteau | Nombre de passagers qui embarquent à la gare de Cambron-Casteau | Nombre de passagers qui embarquent à la gare de Cambron-Casteau | Nombre de passagers qui embarquent à la gare de Cambron-Casteau |
|                                                                 | Semaine                                                         | Samedi                                                          | Dimanche                                                        |
| --------------------------------------------------------------- | --------------------------------------------------------------- | --------------------------------------------------------------- | --------------------------------------------------------------- |
| 1977                                                            | 108                                                             | 18                                                              | 17                                                              |
| 1978                                                            | 112                                                             | 16                                                              | 13                                                              |
| 1979                                                            | 149                                                             | 31                                                              | 9                                                               |
| 1980                                                            | 118                                                             | 25                                                              | 23                                                              |
| 1981                                                            | 177                                                             | 29                                                              | 20                                                              |
| 1982                                                            | 114                                                             | 7                                                               | 7                                                               |
| 1983                                                            | 91                                                              | 2                                                               | 5                                                               |
| 1984                                                            | 126                                                             | 12                                                              | 21                                                              |
| 1985                                                            | 97                                                              | 10                                                              | 4                                                               |
| 1986                                                            | 98                                                              | 22                                                              | 11                                                              |
| 1987                                                            | 110                                                             | 21                                                              | 10                                                              |
| 1988                                                            | 84                                                              | 9                                                               | 13                                                              |
| 1989                                                            | 77                                                              | 11                                                              | 10                                                              |
| 1990                                                            | 78                                                              | 13                                                              | 6                                                               |
| 1991                                                            | 67                                                              | 10                                                              | 8                                                               |
| 1992                                                            | 67                                                              | 12                                                              | 7                                                               |
| 1993                                                            | 70                                                              | 13                                                              | 21                                                              |
| 1994                                                            | 109                                                             | 33                                                              | 37                                                              |
| 1995                                                            | 70                                                              | -                                                               | -                                                               |
| 1996                                                            | 68                                                              | -                                                               | -                                                               |
| 1997                                                            | 92                                                              | 25                                                              | 9                                                               |
| 1998                                                            | 92                                                              | 44                                                              | 17                                                              |
| 1999                                                            | 96                                                              | 57                                                              | 15                                                              |
| 2000                                                            | 89                                                              | 27                                                              | 35                                                              |
| 2001                                                            | 96                                                              | 12                                                              | 6                                                               |
| 2002                                                            | 77                                                              | 33                                                              | 32                                                              |
| 2003                                                            | 84                                                              | 28                                                              | 30                                                              |
| 2004                                                            | 67                                                              | 20                                                              | 22                                                              |
| 2005                                                            | 114                                                             | 30                                                              | 28                                                              |
| 2006                                                            | 88                                                              | 62                                                              | 20                                                              |
| 2007                                                            | 123                                                             | 59                                                              | 64                                                              |
| 2008                                                            | -                                                               | -                                                               | -                                                               |
| 2009                                                            | 95                                                              | 66                                                              | 38                                                              |
| 2010                                                            | -                                                               | -                                                               | -                                                               |
| 2011                                                            | -                                                               | -                                                               | -                                                               |
| 2012                                                            | 116                                                             | 52                                                              | 72                                                              |
| 2013                                                            | 149                                                             | 167                                                             | 115                                                             |
| 2014                                                            | 157                                                             | 104                                                             | 133                                                             |
| 2015                                                            | 117                                                             | 191                                                             | 137                                                             |
| 2016                                                            | 146                                                             | 172                                                             | 194                                                             |
| 2017                                                            | 239                                                             | 226                                                             | 255                                                             |
| 2018                                                            | 193                                                             | 372                                                             | 233                                                             |
| 2019                                                            | 156                                                             | 251                                                             | 146                                                             |
| 2020                                                            | 76                                                              | 94                                                              | 113                                                             |
| 2021                                                            | -                                                               | -                                                               | -                                                               |
| 2022                                                            | 225                                                             | 170                                                             | 180                                                             |
| 2023                                                            | 271                                                             | 405                                                             | 452                                                             |
| 2024                                                            | 241                                                             | 420                                                             | 207                                                             |

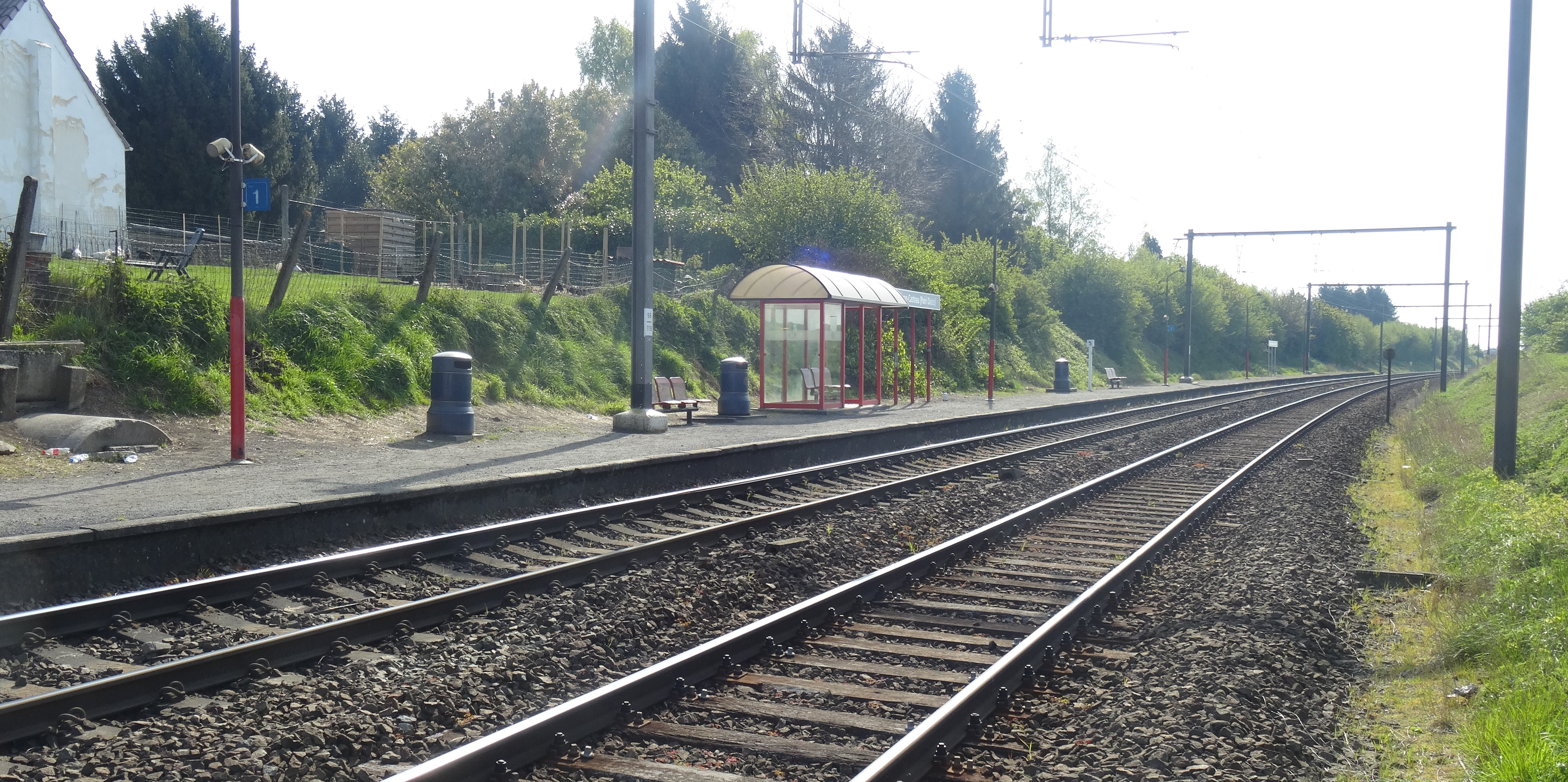
Le quai vers Mons en avril 2017.
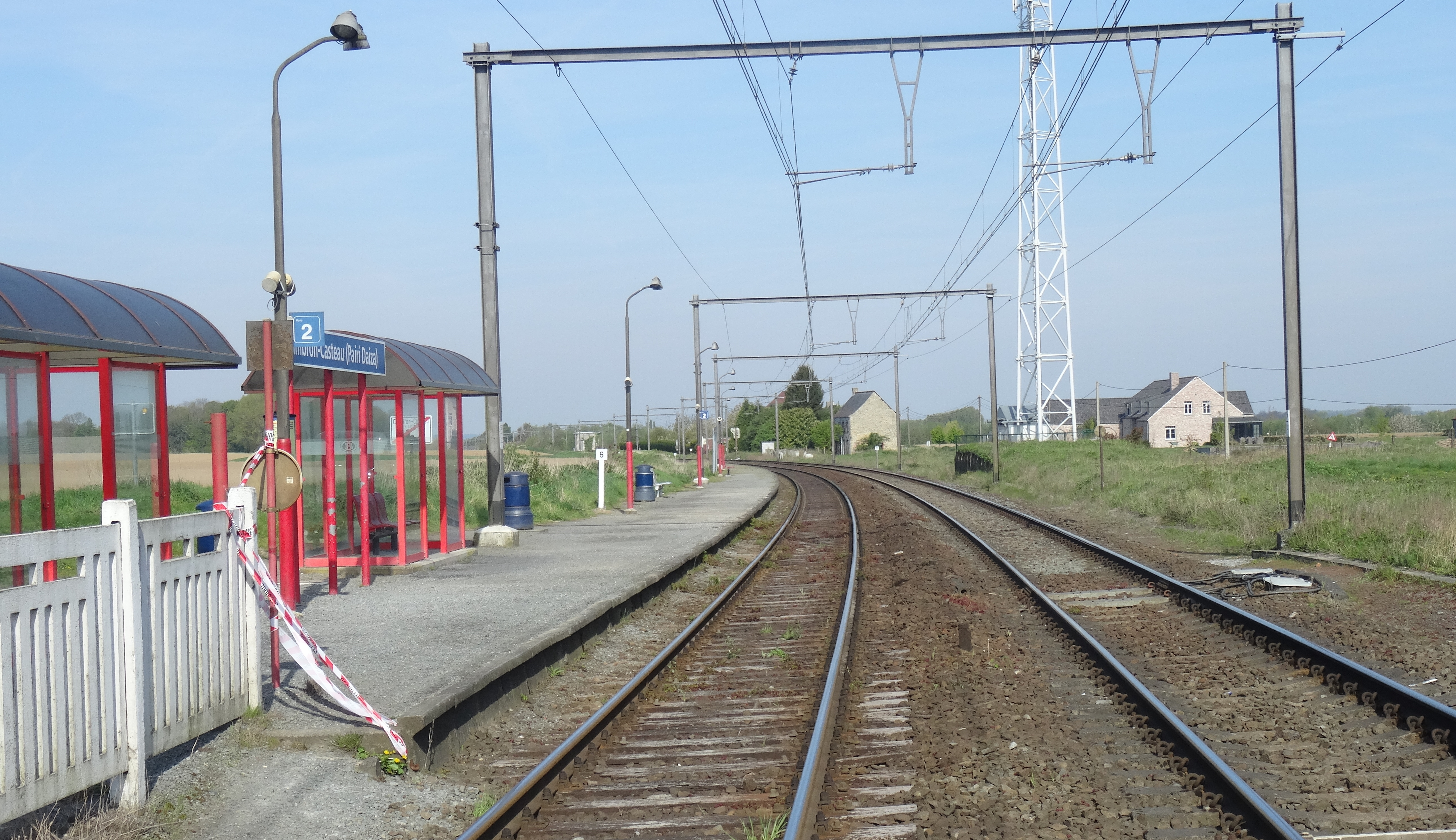
Vue depuis le passage à niveau.